# Joan Feliu Espejo
Joan Feliu Espejo (Inca, Baleares, 12 de octubre de 1999) es un jugador de baloncesto profesional español que mide 1,85 metros y juega de base. Actualmente pertenece a la plantilla del Palmer Basket Mallorca de la Primera FEB.

## Trayectoria
Es un base formado en el Bàsquet Ciudad de Inca de Primera Nacional. En la temporada 2018-19, forma parte de la plantilla del CB Bahía San Agustín de Liga EBA, con él disputó 25 encuentros con una media de 23,30 minutos por partido en los que anotó 6,9 puntos de media, capturó 2,2 rebotes y repartió 1,4 asistencias.
En la temporada 2019-20 disputó 21 encuentros, con un total de 27,11 minutos de media por encuentro, anotando 13,8 puntos de media con 3,4 rebotes y 1,8 asistencias.
El 28 de febrero de 2021 debuta con el primer equipo del Palmer Alma Mediterránea Palma en Liga LEB Oro, en un encuentro frente al Covirán Granada que acabaría con derrota por 66 a 69.
En la temporada 2020-21, alterna participaciones con el primer equipo de Liga LEB Oro y disputa doce partidos con el filial realizando con unos promedios de 24,39 minutos por encuentro anotando 11,4 puntos, capturando 3,3 rebotes de media y repartiendo 2,2 asistencias.
El 30 de julio de 2021 se convierte en jugador del primer equipo del Palmer Alma Mediterránea Palma de la Liga LEB Oro, para la temporada 2021-22. Tras el descenso de categoría, en la temporada 2022-23, formaría parte del equipo balear en la Liga LEB Plata.
El 6 de junio de 2023, firma por el Palmer Basket Mallorca de la Liga LEB Plata, equipo recién ascendido a la categoría.
En la temporada 2025-26, renueva su contrato con el Palmer Basket Mallorca tras lograr el ascenso a la Primera FEB.